# Hanna Suchocka

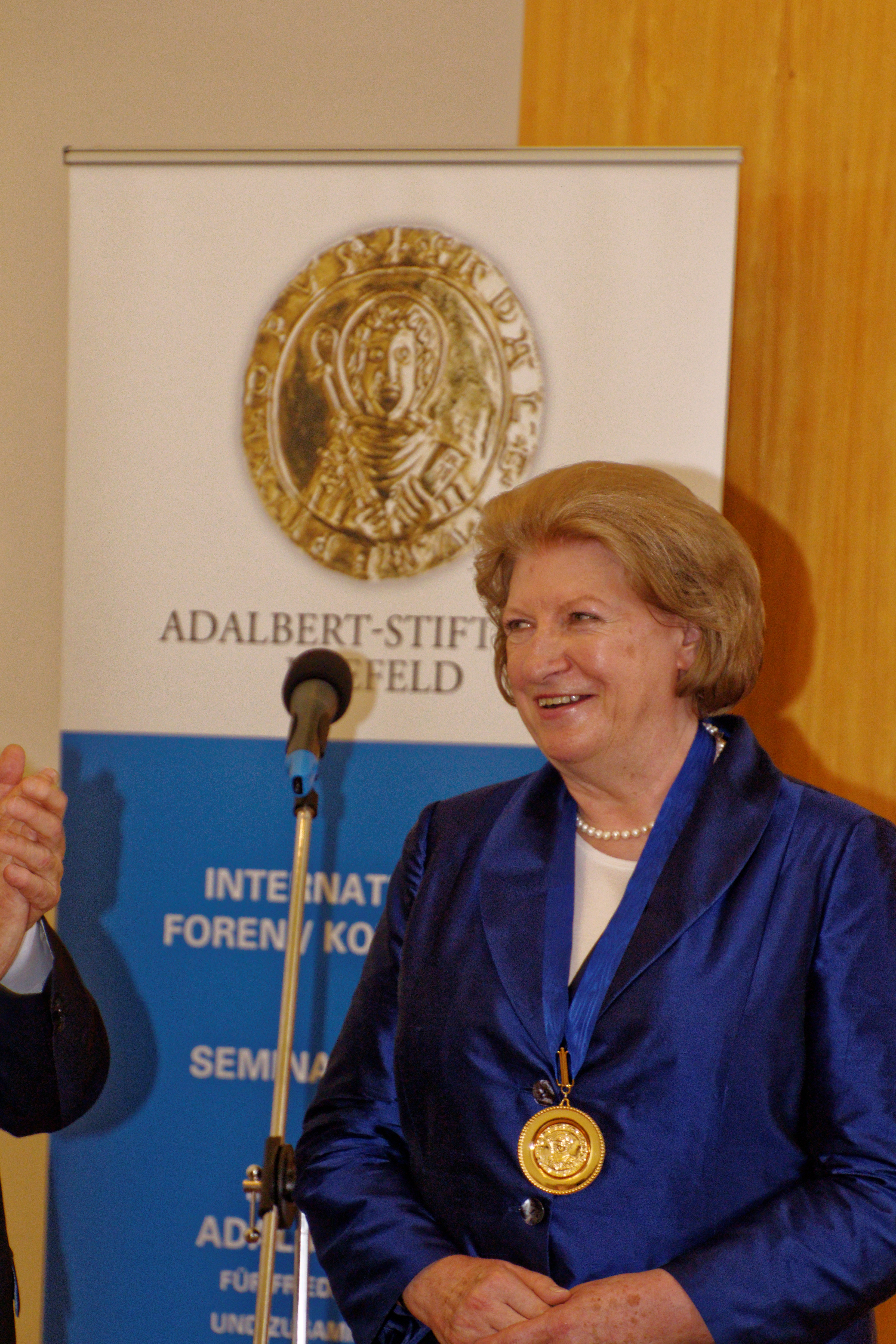
Hanna Suchocka (2015)

Hanna Stanisława Suchocka (* 3. April 1946 in Pleszew) ist eine polnische Politikerin (SD, UD, UW) und Juristin. Von 1992 bis 1993 war sie die erste Ministerpräsidentin der Republik Polen und von 1997 bis 2000 Justizministerin und Generalstaatsanwältin. Sie gehörte von 1980 bis 1985 und von 1989 bis 2001 in der VIII. und X. Wahlperiode der Volksrepublik und der I., II. und III. Wahlperiode der Dritten Republik dem Sejm an.

## Leben und Beruf
Die Apothekertochter studierte Rechtswissenschaft an der Adam-Mickiewicz-Universität Posen. Nach ihrem Examen 1968 folgte 1975 die Promotion mit der Arbeit „Konstytucyjne gwarancje praworządności w europejskich państwach socjalistycznych“. Anschließend lehrte sie an derselben Hochschule bis 1990 Verfassungsrecht. 1985 bis 1986 forschte Suchocka am Max-Planck-Institut für ausländisches öffentliches Recht und Völkerrecht in Heidelberg. 1988 bis 1993 war sie Dozentin an der Katholischen Universität in Lublin, später bis 2013 Adjunkt an der Posener Außenstelle der polnischen Akademie der Wissenschaften. Sie habilitierte sich 2015 an der Adam-Mickiewicz-Universität.

## Politik
Im Jahr 1968 wurde Suchocka Mitglied der Blockpartei Stronnictwo Demokratyczne (SD), war ab 1980 zugleich aber auch in der oppositionellen Gewerkschaft Solidarność aktiv. Im selben Jahr wurde sie für fünf Jahre Abgeordnete der SD im Sejm. 1982 stimmte sie dort mit vier Fraktionskollegen gegen die Abschaffung der unabhängigen Gewerkschaften. Zeitweise gehörte sie dem SD-Vorstand an. Zuvor hatte sie von 1973 bis 1975 dem Stadtrat von Posen und von 1975 bis 1980 dem Rat der Woiwodschaft Posen angehört. Aus Protest gegen eine Kommunalwahlreform verließ sie 1984 gemeinsam mit ihren Abgeordnetenkollegen Dorota Simonides und Zbigniew Kledecki die SD.
Nach der Absetzung des kommunistischen Regimes wurde sie für das Bürgerkomitee Solidarność 1989 Mitglied des halbfrei gewählten „Vertragssejm“. Bei der ersten vollständig freien Sejmwahl 1991 sowie den Wahlen 1993 und 1997 wurde sie als Abgeordnete wiedergewählt. Während dieser Zeit war sie ab 1990 Funktionärin der liberalen Partei Unia Demokratyczna (UD) sowie deren Nachfolgepartei Unia Wolności (UW). Zeitweise gehörte sie auch der Parlamentarischen Versammlung des Europarates an und war dessen stellvertretende Vorsitzende.
Ab Juli 1992 amtierte Suchocka als Ministerpräsidentin der Republik Polen. Am 28. Mai 1993 scheiterte sie jedoch an einem Misstrauensvotum konservativer Abgeordneter, die mit der von ihr vorangetriebenen beschleunigten Liberalisierung der Wirtschaft nicht einverstanden waren. Am 29. Mai wurde der Sejm aufgelöst, sie amtierte noch bis zum 17. Oktober 1993 und wurde anschließend von Waldemar Pawlak abgelöst. Vor den Präsidentschaftswahlen 1995 bewarb sie sich um die Kandidatur ihrer Partei, belegte in der parteiinternen Abstimmung nur dritten Rang hinter Jacek Kuroń und Janusz Onyszkiewicz.
Von 1997 bis 2000 gehörte Suchocka der Regierung von Ministerpräsident Jerzy Buzek als Justizministerin an und war zugleich Generalstaatsanwältin des Landes. Von 1991 bis 2016 war sie Mitglied der Venedig-Kommission. Seither ist sie deren Ehrenpräsidentin.
Zwischen 2001 und 2013 vertrat sie Polen als Botschafterin beim Heiligen Stuhl und ab 2002 auch beim Souveränen Malteserorden. 2014 wurde sie von Papst Franziskus zum Mitglied in der neugeschaffenen Päpstlichen Kommission für den Schutz von Minderjährigen ernannt und 2018 bestätigt.

## Ehrungen
- 2004: Großkreuz des Piusordens
- 2014: Orden des Weißen Adlers[15]
- Am 13. Juni 2015 überreichte der slowakische Staatspräsident Andrej Kiska Hanna Suchocka auf der Burg Bratislava den internationalen Preis der Adalbert-Stiftung.[16] Seit 2016 ist sie selbst Mitglied des Preiskomitees der Stiftung.
- 2016: Kommandeurin der Ehrenlegion[17]
- 2022: Klaus-Hemmerle-Preis[18]

Sie ist Ehrendoktor der University of Oklahoma (1995), der Katholischen Akademie Krakau (2005), der Kardinal-Stefan-Wyszyński-Universität Warschau (2011) und der Päpstlichen Lateranuniversität (2012). Zudem ist sie Ehrenbürgerin von Grodzisk Wielkopolski (1997) und Posen (2012).